# Societa
Societa neboli společnost je forma sdružení, které ale není samostatnou právnickou osobu, nemá vlastní právní osobnost, protože se jedná o jen o obligační poměr mezi účastníky smlouvy, kterou společnost mezi sebou založí. Pochází už z římského práva (societas), v českém právu je smlouva o společnosti upravena v § 2716–2746 občanského zákoníku (dříve byla jako tzv. smlouva o sdružení upravena v § 829–841 občanského zákoníku). Podobnou formu má také tichá společnost nebo dříve i konsorcium, protipólem society je naopak korporace. Výhodou společností je, že nepodléhají přísnější regulaci právnických osob, ačkoli fungují podobným způsobem, jako nevýhoda se může jevit nutnost žalovat její jednotlivé členy, protože societu přímo žalovat vzhledem k absenci její právní subjektivity nelze.

## Římské právo
Konsenzuálním kontraktem se dva nebo více účastníků zavázali, že vzájemným plněním budou usilovat o dosažení společného cíle. Do „společnosti“ vnesli určité vklady, které mohly být jak majetkové, tak ve formě odborných znalostí nebo třeba osobní popularity společníka. Vzhledem k tomu, že nešlo o samostatnou právnickou osobu se všechny vklady staly součástí vzniklého spoluvlastnictví společníků. Podíly se určily smluvně, jinak platilo, že jsou stejné. Stejně se určovaly podíly na případném zisku, bylo možné se podílet jen zisku a nikoli na ztrátách, jako nemravné se však posuzovalo ujednání, že některý ze společníků se bude podílet pouze na ztrátách (societas leonina).
Smlouva platila jen dovnitř „společnosti“, navenek jednali všichni společníci dohromady, případně jeden z nich jako jejich zástupce. Všichni společníci měli spolu jednat poctivě, proti nepoctivému jednání se bylo možno bránit žalobou actio pro socio, která však měla kromě infamujících důsledků pro odsouzeného také automaticky za následek skončení „společnosti“, protože tím došlo k narušení důvěry mezi jednotlivými společníky. Dalšími způsoby ukončení smluvního vztahu byla žaloba na rozdělení spoluvlastnictví actio communi dividundo, vystoupením  (ex voluntate) nebo smrtí (ex personis) některého ze společníků, anebo dosažením původně sjednaného cíle (ex rebus).

## České právo
Společníci se na dosažení sjednaného cíle mohou podílet jak vlastní činností, tak poskytováním peněz nebo jiných věcí, přispívat k dosažení cíle musí osobně a zároveň nesmí společnosti škodit. Poskytnutý i následně společnou činností získaný majetek se stává spoluvlastnictvím těch z nich, kteří poskytli také majetek. Ostatní mohou věci jen užívat. O záležitostech společnosti se rozhoduje prostou většinou hlasů, přičemž každý společník má právě jeden hlas. Z dluhů jsou všichni zavázáni společně a nerozdílně. 
Každý účastník může ze společnosti vystoupit, ne však v nevhodné době nebo k újmě ostatních, ledaže jde o vážné důvody. Jestliže společník poruší své povinnosti podstatným způsobem, je možné jej také ze společnosti vyloučit. Pokud účastník vystoupí nebo je vyloučen, vydá se mu vše, co mu v tu dobu náleží, podíl na získaném majetku se mu vyplatí v penězích a zároveň se vyrovná s ostatními společníky za závazky, které do té doby vznikly. Dědic společníka se společníkem nestává. Při zániku společnosti se společný majetek rozdělí stejně jako v případě zániku spoluvlastnictví. Zánik společnosti může nastat dohodou společníků, nebo splněním nějaké podmínky ve smlouvě, zejména uplynutím sjednané doby nebo dosažením sjednaného cíle, případně jestliže se ukáže, že je tento cíl nemožný.